# Danmarks basketballlandshold (kvinder)
 For alternative betydninger, se Danmarks basketballlandshold. (Se også artikler, som begynder med Danmarks basketballlandshold)
Danmarks basketballlandshold for kvinder blev i 2018 genoplivet efter en dvale siden begyndelsen af årtusindeskiftet. Holdet vandt i Irland den såkaldte Small Nations Cup, et EM for små basketnationer.
Efter en indsamling 2019 som gav 245.000 kroner sikkrede landsholdet midler nok til at kunne deltage i kvalifikationen til europamesterskabet i 2021.
Danmark har tre gange deltaget i EM; 10. plads 1954, 13. plads 1956 og 13. plads 1974.

## Landsholdstruppen 2019
- Gritt Ryder, Hørsholm 79ers
- Anna Seilund, University of San Francisco
- Line Piechnik, Hørsholm 79ers
- Ena Višo, Stevnsgade Basketball Klub
- Camilla Frommelt Andersen, Joviat, Spanien
- Ida Krogh, Siena Saints University
- Simona Bartkova, EOS Basket, Sverige
- Marian Sheikh, Stevnsgade Basketball Klub
- Ida Tryggedsson, Stevnsgade Baksetball Klub
- Sofie Tryggedsson, Colorado State University
- Maria Steen Jespersen, Snatt's Femení Sant Adrià, Spanien
- Emilie Sofie Hesseldal, Stevnsgade Basketball Klub